# W & G Foyle Ltd.
W & G Foyle Ltd. (обычно употребляется как Foyles) — книготорговая сеть, состоящая из семи магазинов в Англии. Наиболее известна по флагманскому магазину на Чаринг-Кросс-роуд в Лондоне. Был внесен в книгу рекордов Гиннесса как самый большой книжный магазин в мире по длине его полок (48 км) и количеству представленных наименований. Foyles был куплен Waterstones, другой розничной сетью по продаже книг, в 2018 году.
В прошлом Foyles славилась эксцентричными методами ведения бизнеса, что в значительной степени повлияло на её превращение в достопримечательность. С тех пор компания была модернизирована. Были открыты новые филиалы, интернет-магазин.

## Основание и первые магазины
Братья Уильям и Гилберт Фойл основали бизнес в 1903 году. Провалив вступительные экзамены на государственную службу, братья выставили на продажу свои старые учебники. Они получили десятки предложений от людей, которые нуждались в этих книгах. Это вдохновило братьев на открытие бизнеса по продаже подержанных книг. Бизнес имел успех, и через какое-то время Уильяму и Гилберту удалось открыть небольшой магазин на Стейшн-Парад на Квинс-роуд, Пекхэм. Над дверью магазина золотыми буквами было написано «Со всей верой».
Свой первый магазин в Вест-Энде братья открыли по адресу Сесил Корт, 16, в 1904. Через год они наняли своего первого сотрудника, который тут же исчез с еженедельной выручкой. К 1906 году магазин Уильяма и Гилберта находился на Чаринг-Кросс-роуд, 135, а их называли крупнейшими продавцами образовательных книг в Лондоне.
К 1910 году были открыты четыре пригородных филиала: в Харринге, Шепердс-Буше, Килберне и Брикстоне.
Вскоре после этого братья переместили свой центральный магазин в Лондоне на Чаринг-Кросс-роуд, 119, где он и оставался до 2014 года. Впоследствии они приобрели соседние здания на Манетт-стрит, 1-7. Какое-то время в состав магазина входили помещения на Чаринг-Кросс-роуд, 121—125.
В то время в Foyles, как и в других книжных магазинах, помещали небольшие рекламные наклейки на все товары, проданные в стенах магазина. Согласно одной из таких наклеек, когда-то у Foyles был филиал в Южной Африке, на Черч-стрит, 12-14, Кейптаун.

## Эра Кристины Фойл
Кристина Фойл, дочь соучредителя Foyles Уильяма, инициировала литературные обеды в здании магазина на Чаринг-Кросс-роуд в октябре 1930 года. Они продолжаются и по сей день. За первые 80 лет было проведено 700 обедов, на которых присутствовало более 1000 авторов и 500 000 гостей. Среди спикеров и почетных гостей на литературных обедах присутствовали великие литераторы и знаменитости из мира политики, средств массовой информации, театра. Со времен Второй мировой войны обеды посетили многие британские премьер-министры, а также герцог Эдинбургский, генерал Шарль де Голль, генерал Владислав Сикорский и император Эфиопии Хайле Селассие. Сегодня в магазине проводятся и другие литературные мероприятия на протяжении года.
Контроль над магазином перешел к Кристине в 1945 году. В период её управления развитие магазина остановилось, а условия работы значительно ухудшились: отсутствие больших инвестиций, низкие заработные платы и увеличение числа увольнений, отказ от установки электронных касс или калькуляторов, а также от приема заказов по телефону. Однако были и области, в которых магазин преуспел: дорогие книги, заказанные даже из Германии, отправлялись по счету без предоплаты.
Системы оплаты, которая работала в магазине при Кристине Фойл, требовала, чтобы покупатели стояли в очереди трижды: получить счет за книгу, оплатить счет, забрать книгу. Такая система была обусловлена тем, что торговому персоналу не разрешалось иметь дело с наличными. Расположение стеллажей классифицировало книги по издателю, а не по теме или автору. The Independent описала атмосферу так: «Представьте, что Кафка занялся книжной торговлей». В 1980-х годах конкурирующий книжный магазин Dillons разместил на автобусной остановке напротив Foyles рекламу с надписью «Снова обмануты? Попробуйте Dillons» (Реклама строится на игре слов в английском языке: Foyles (название магазина) и Foil (в пер. с англ. срывать, расстраивать).
Помимо этого, Кристина Фойл и её муж Рональд Бэтти увольняли рабочих по собственному желанию и жестко противостояли представительствам рабочих и профсоюзам.

## Модернизация
После смерти Кристины Фойл в 1999 год управления компанией перешло её племяннику Кристоферу. Он модернизировал сеть магазинов и подход к ведению бизнеса.

## Поглощение других книготорговцев
Книжный магазин феминистской литературы Silver Moon Bookshop был включен в состав Foyles в 2001 году. Ранее магазину пришлось вынуждено закрыться из-за роста арендной платы на помещения на Чаринг-Кросс-роуд.
В 2011 году Foyles приобрел Grant & Cutler — книжный магазин иностранной литературы, основанный в 1936 году. В марте 2011 года Foyles закрыл магазин Grant & Cutler на Грейт-Мальборо-стрит, 55-57 и объединил его с секцией иностранных языков в собственному флагманском магазине Чаринг-Кросс-Роуд, 111—119. После переезда в новое здание на Чаринг-Кросс-роуд, 107 магазин Grant & Cutler получил отдельное помещение на четвёртом этаже.

## Новый флагманский магазин
В конце 2011 года Foyles объявила о продаже права на аренду своего флагманского здания, расположенного по адресу Чаринг Кросс Роуд, 111—119. Компания приобрела помещения на Чаринг Кросс Роуд, 107, которое ранее занимал Центральный колледж искусства и дизайна имени Святого Мартина.
Помещение было отремонтировано по дизайну компании лондонских архитекторов Lifschutz Davidson Sandilands. В июне 2014 года ремонт был завершен и магазин выехал из флагманского здания в новое помещение.

## Поглощение компанией Waterstones
В сентябре 2018 года Foyles была куплена другой розничной сетью по продаже книг — Waterstones. Сумма сделки не разглашается.
После покупки компанией Foyles сохранила бренд.

## Награды
Сеть магазинов Foyles заработала следующие награды:
- 2002 — Independent Bookseller of the Year
- 2005 — Academic Bookseller of the Year
- 2006 — London Independent Bookseller of the Year
- 2008 — Chain Bookselling Company of the Year, Bookseller of the Year [27]
- 2010 — Bookseller of the Year
- 2012 — National Bookseller of the Year and National Children’s Bookseller of the Year
- 2013 — National Bookseller of the Year